# Učak (priimek)
Učak je priimek več oseb:
- Marijan Učak, slovenski učitelj